# アルトゥール・ヨナート
アルトゥール・ヨナート (Arthur Jonath、1909年9月9日　- 1963年4月14日)は、ドイツの陸上競技選手。1932年ロサンゼルスオリンピックの銀メダリストである。

## 経歴
ヨナートは、1932年ロサンゼルスオリンピックに出場した。100mでは、アメリカのエディ・トーラン、ラルフ・メトカーフに次いで3位となり銅メダルを獲得。さらに、ヘルムート・ケーニヒ、フリードリッヒ・ヘンドリクスそしてエーリッヒ・ボルフマイヤーとともにドイツチームの一員として出場した4×100mリレーでも、アメリカに次いで銀メダルを獲得した。